# Charlotte Adel
Klara Agnes Dora Charlotte Adel (geborene Sonntag, geboren am 7. Dezember 1893 in Berlin-Tempelhof; gestorben am 14. Mai 1938 in Berlin-Britz) war eine deutsche Widerstandskämpferin, die Opfer des NS-Regimes wurde.

## Leben
Charlotte Sonntag wurde am 7. Dezember 1893 in Berlin-Tempelhof als Tochter des Arbeiters Eugen Sonntag aus Stettin und von Agnes Sonntag, geborene Lehmann aus Frankfurt an der Oder, geboren. Sie heiratete 1919 den Büroassistenten Karl Friedrich Wilhelm Adel und hatte gemeinsam mit ihm die Tochter Karoline Lilli Adel. Die Familie lebte in einer Wohnung im Prenzlauer Berg. Charlotte Adel arbeitete als Stenotypistin. Die Ehe wurde 1930 geschieden und sie zog mit ihrer Tochter kurzfristig nach Niederlehme bei Königs Wusterhausen zu ihrer Mutter. Von dort pendelte sie nach Berlin zu ihrer Arbeitsstätte.
1931 zog sie mit ihrer Tochter in die Schönhauser Allee und ab dem 1. April 1933 mietete sie eine Wohnung in der Weißenburger Straße 79 (heute Kollwitzstraße) im Prenzlauer Berg an. Sie engagierte sich, ebenso wie ihre Tochter Lilli, in der Sozialistischen Arbeiterpartei Deutschlands (SAPD) und dem Sozialistischen Jugendverband (SJV). Zudem war sie beim Deutschen Freidenkerverband aktiv. Mit Beginn der Zeit des Nationalsozialismus stellte sie ihre Wohnung im Prenzlauer Berg als Treffpunkt und Materiallager sowie als Unterkunft für Kuriere und Postdeckadresse zur Verfügung. Adel fungierte als Bindeglied zwischen Kurieren aus anderen Städten und Kontaktpersonen der SAPD. Ihre Aktivitäten wurden jedoch durch einen eingeschleusten Spitzel enttarnt und der Gestapo gemeldet. Infolgedessen kam es am 22. August 1933 zu einer Wohnungsdurchsuchung, bei der Charlotte und Lilli Adel sowie weitere Personen festgenommen wurden. Sie kam am 15. September 1933 in Untersuchungshaft, wurde zunächst im Polizeigefängnis Moabit festgehalten. Bei den Verhören wurde ihr vielfach Gewalt angetan, dies verbal und sexuell. Zudem sah sie bei Gegenüberstellungen, wie auch ihre Mitgefangenen misshandelt worden waren.
Auch ihre Tochter Lilli war in dem Gefängnis untergebracht, jedoch wurde ihnen kein Kontakt gestattet. Erst Weihnachten 1933 durfte Charlotte Adel ihrer Tochter einen Brief schreiben. Im Gefängnis wurde versucht beide gegeneinander auszuspielen und die jeweils andere wurde bezichtigt, Geheimnisse preisgegeben zu haben. Lilli Adel wurde im Januar 1934 entlassen. Im Gefängnis wurde auch sie schwer misshandelt und mehrfach so schwer vergewaltigt, dass sie später keine Kinder bekommen konnte.
Auf Charlotte Adel wurde der Druck, ihre Freunde und Genossen zu verraten, stetig erhöht. Um dem zu entgehen, unternahm sie am 23. Februar 1934 einen Selbstmordversuch. Ihr wurde im Juni 1934 die Vormundschaft für ihre Tochter entzogen, jedoch wurde es Lilli gestattet, ihre Mutter alle vier Wochen zu besuchen. Bei diesen Besuchen war immer eine Aufsicht anwesend, dennoch gelang es Adel, ihrer Tochter die Kontaktdaten des antifaschistischen Rechtsanwalts Heinrich Reinefeld zuzustecken. Er half den Frauen.

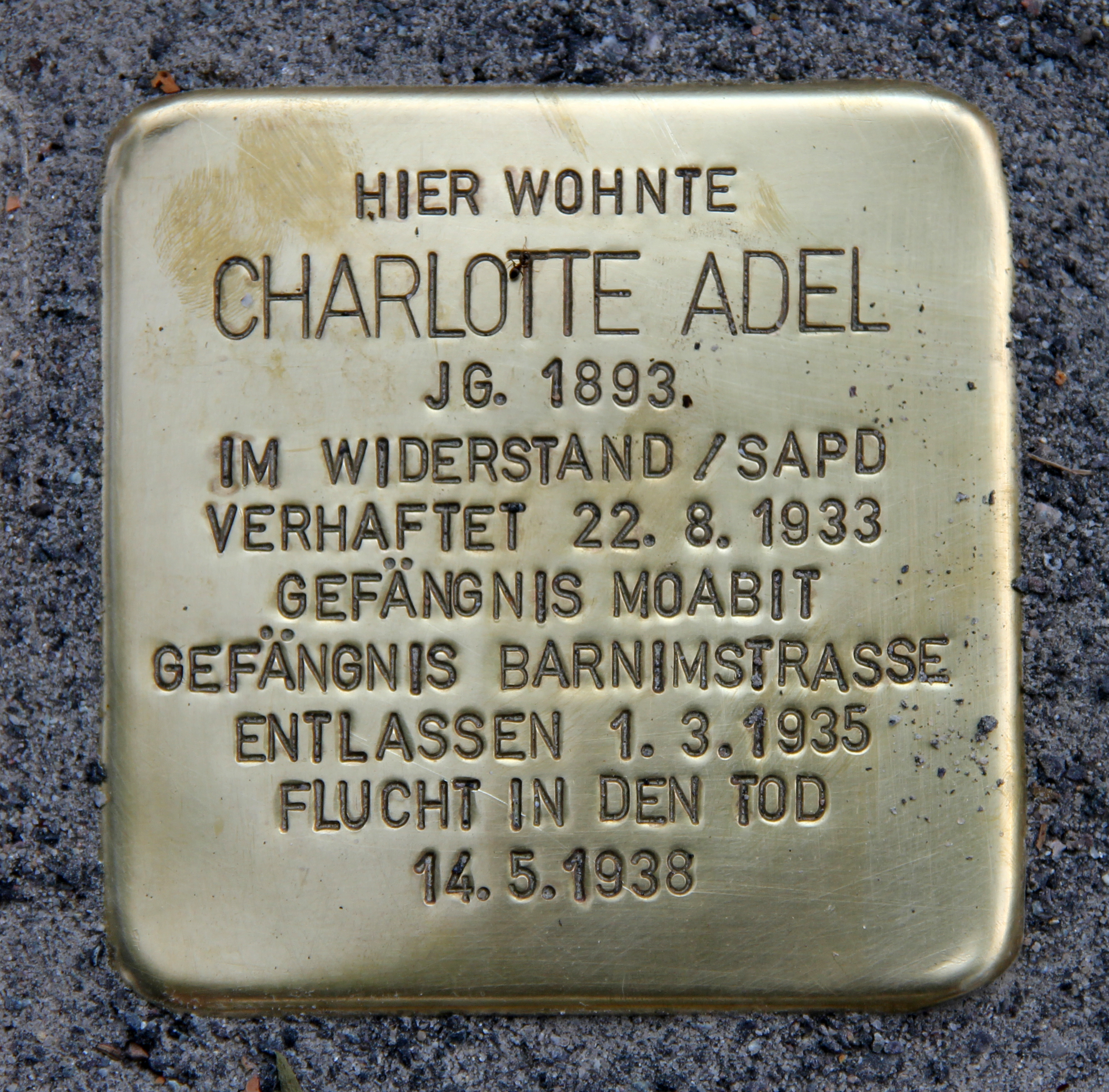
Stolperstein für Charlotte Adel

Am 1. Dezember wurde sie in dem großen „Verfahren gegen Max Köhler und Genossen“ wegen Vorbereitung zum Hochverrat zu eineinhalb Jahren Gefängnis verurteilt. Danach wurde sie in das Frauengefängnis Barnimstraße verlegt. Die Untersuchungshaft wurde dabei angerechnet. Im gleichen Verfahren wurde auch Lilli vom Volksgerichtshof angeklagt und freigesprochen. Aus der Haft wurde Adel am 1. März 1935 entlassen und wohnte anschließend zur Untermiete in Berlin-Britz. Sie bat darum, die Vormundschaft für ihre Tochter übertragen zu bekommen, was jedoch abgelehnt wurde. Adel zog in eine eigene Wohnung in Britz, wo sie vereinsamte. Freunde und Bekannte zogen sich von ihr zurück, da sie nun unter Polizeiaufsicht stand. Sie war arbeitslos und hatte große Probleme, ihren Lebensunterhalt zu bestreiten. Privat hatte sie ein enges Verhältnis zu Karl Baier, aber auch dieses endete. Von der Deutschen Arbeitsfront erhielt sie im Oktober 1937 ein Schreiben, in dem ihr mitgeteilt wurde, dass ihr wegen Zuwiderhandelns gegen die Bestrebungen der Deutschen Arbeitsfront durch staatsfeindliche Betätigung von der Kammer I des Gerichts die Befähigung aberkannt wurde, innerhalb der nächsten zehn Jahre ein Amt in der Deutschen Arbeitsfront zu bekleiden. Dieser permanente Druck führte dazu, dass sie sich in einem Abschiedsbrief an Lilli am 14. Mai 1938 wendete und mitteilte, wo sie Schulden hätte und dass sie es bedauere, kein Geld für die Sterbekasse gehabt zu haben. Sie schrieb auch:
„Ich hätte alles besser machen sollen, aber seit der unglücklichen Geschichte mit Karl lebte ich doch so freudlos. Sehr leicht fällt es mir nicht, Dich im Stich zu lassen. Aber es geht wirklich nicht mehr so weiter…. Nun lebt wohl.“ Lotte
Am 14. Mai 1938 nahm sich Charlotte Adel das Leben.
Für sie wurde am 4. September 2018 in der Hufeisensiedlung in Berlin-Britz ein Stolperstein verlegt.